# Girl 6 (album)
Cet article concerne l'album de Prince. Pour le film de Spike Lee, voir Girl 6.
Albums de Prince
The Gold Experience
(1995) Chaos and Disorder
(1996)
Singles
1. Girl 6
Sortie : 26 mars 1996

Girl 6 est un album de Prince sorti en 1996, servant de bande originale au film du même nom de Spike Lee.
Cet album est principalement constitué de chansons enregistrées bien avant le film par Prince ainsi que par des groupes qu'il a fondé : Vanity 6, The Family et New Power Generation. Seules les chansons "She Spoke 2 Me" (enregistrée en 1991–1992), "Don't Talk 2 Strangers" (enregistrée en 1992, durant des sessions pour la bande originale de I'll Do Anything) et "Girl 6" (enregistrée pour le film) n'avaient jamais été commercialisées. "She Spoke 2 Me" apparaitra plus tard sur l'album The Vault...Old Friends 4 Sale en 1999. "Don't Talk 2 Strangers" sera reprise par Chaka Khan sur son album Come 2 My House en 1998.

## Liste des titres
1. "She Spoke 2 Me" – 4:19
2. "Pink Cashmere" – 6:15
3. "Count the Days" interprété par The New Power Generation – 3:26
4. "Girls & Boys" – 5:31
5. "The Screams of Passion" interprété par The Family – 5:27
6. "Nasty Girl" interprété par Vanity 6 – 5:14
7. "Erotic City" – 3:55
8. "Hot Thing" – 5:41
9. "Adore" – 6:31
10. "The Cross" – 4:46
11. "How Come U Don't Call Me Anymore?" – 3:55
12. "Don't Talk 2 Strangers" – 3:11
13. "Girl 6" interprété par The New Power Generation – 4:04